# Aristodemos Malakos
Pour les articles homonymes, voir Aristodème.
Aristodémos Malakos — parfois francisé en Aristodème le Malaque ou le Doux — (probablement né vers 550 av. J.-C., mort vers 490 av. J.-C.) est un tyran de la cité de Cumes (Grande Grèce) au VIe siècle av. J.-C. qui joua un rôle politique important en Italie au moment où Rome devint une république. Aristodemos (en grec le meilleur du peuple) et Malakos signifie globalement doux, efféminé. Selon Denys d'Halicarnasse il fut plus connu sous ce surnom que sous son nom, même si les causes de ce surnom étaient discutées, certains avançaient qu'étant enfant il était efféminé, d'autres qu'il était un enfant très doux.

## Biographie
Lorsque Aristodème était tyran de Cumes, la ville entretenait déjà des relations étroites avec Rome, relations désormais éclairées par l'archéologie mais qui transparaissent aussi dans les traditions anciennes, en particulier dans celle qui place durant le règne de Tarquin le Superbe l'acquisition des livres sibyllins par Rome.
Stratège de la cité de Cumes, alliée à plusieurs villes latines, en -524 il bat les étrusques lors du siège de Cumes. En -506, il vient en aide aux latins attaqués par les troupes étrusques de Porsenna et défait ces dernières lors de la bataille d'Aricie. 
C’est par un coup d’État qu’Aristodème prend ensuite le pouvoir à Cumes en -505 ou -504. Son programme politique s’oppose à l’aristocratie et propose le partage des terres et la remise des dettes. Selon les sources antiques, tendancieuses et opposées à Aristodemos (Denys d’Halicarnasse s’inspire peut-être de Timée de Tauroménias ou d’Hypérochos de Cumes), l’aristocratie aurait été massacrée et ses enfants exilés.
Cumes et son tyran accueillirent alors la famille des Tarquins, à Rome Tarquin le Superbe ayant été renversé, la royauté abolie, et la République romaine proclamée en -509. Aristodemos devint leur héritier et revendiqua par la suite leur succession, essayant en -492 de faire pression sur Rome qui cherchait alors du blé en Campanie, : il traitait désormais la Rome républicaine en ennemi, mais cela ne perturba pas réellement les liens entre Rome et les Grecs de Campanie. 
Il fut tué vers -490 par une conjuration d'aristocrates qui furent aidés, selon Plutarque, par une jeune femme nommée Xénocrite. Les récits sur Aristodème montrent bien comment dans la pensée politique antique, la tyrannie est présentée et délégitimée comme gynécocratie et licence donnée aux esclaves.

#### Sources antiques
- Denys d'Halicarnasse, Antiquités romaines [détail des éditions] [lire en ligne], VII, 2-13.
- Tite-Live, Histoire romaine [détail des éditions] [lire en ligne], II, 14 et 34.
- Plutarque, Œuvres morales [détail des éditions] [lire en ligne], Xénocrite.

#### Sources modernes
- B. Combet Farnoux, « Cumes, L’Étrurie et Rome à la fin du VIe siècle et au début du Ve siècle. Un aspect des premiers contacts de Rome avec l’hellénisme », MEFR, 1957, 69, p. 7-44 lire en ligne
- D. Asheri, « Tyrannie et mariage forcé. Essai d’histoire sociale grecque », Annales, 1977, 32-1, p. 21-48 lire en ligne
- S. Kefallonitis, « Unité du livre VII des Antiquités romaines de Denys d'Halicarnasse », Revue des études anciennes 110-1, 2008, p. 195-214.
- S. Kefallonitis, « Les Antiquités romaines de Denys d'Halicarnasse, un laboratoire d'histoire », dans F. Le Blay (dir.), Transmettre les savoirs dans les mondes hellénistique et romain, Rennes, Presses universitaires de Rennes, 2010, p. 63-77.
- S. Kefallonitis, « De l'Eubée à la Campanie, pédérastie héroïque et mollesse tyrannique », dans M. Blandenet, C. Chillet, C. Courrier (dir.), Figures de l'identité. Naissance et destin des modèles communautaires dans le monde romain, Lyon, ENS Éditions, 2011, p. 51-59.
- S. Kefallonitis, « Le tyran et les enfants de la cité », dans S. Dubel et A. Montandon (dir.), Mythes sacrificiels et ragoûts d'enfants, Clermont-Ferrand, Presses universitaires Blaise Pascal, 2012, p. 329-343.